# 세로플라스트산
세로플라스트산(영어: ceroplastic acid) 또는 펜타트라이아콘탄산(영어: pentatriacontanoic acid)은 화학식이 CH3(CH2)33COOH인 35개의 탄소로 구성된 긴 사슬의 포화 지방산이다.

## 이용
다른 많은 카복실산처럼 세로플라스트산은 알코올과 반응하여 2-알릴옥시에탄올과 같은 반응성 에스터(에스테르)를 형성할 수 있다.